# Camp d'Aviació de la Sénia
El Camp d'Aviació de la Sénia és un centre d'interpretació de la Sénia (Montsià) ubicat a la casa de comandament de la que va ser aquesta infraestructura militar, que va funcionar durant la Guerra Civil (1936-1939). Aquest camp és un antic aeròdrom de la Sénia protegit com a Bé Cultural d'Interès Local. El centre, estructurat en diversos àmbits, està ubicat en un edifici singular i proposa un recorregut pels diversos moments del camp d'aviació, des que el va construir l'exèrcit republicà fins que el va ocupar la Legió Còndor alemanya. Destaca en la museografia l'ús dels audiovisuals per apropar-nos a aquesta realitat i a la petjada que va deixar en la població. L'aeròdrom de la Sénia, a més de disposar d'aquest equipament, és un espai a l'aire lliure que, després d'haver millorat i consolidat alguns dels vestigis i l'entorn, ha estat senyalitzat amb diversos plafons explicatius.

## Descripció
Es tracta d'un conjunt situat a la vora de l'actual carretera comarcal de La Sénia a Ulldecona, a uns 2,5 km de la primera. Sols resta del complex original un edifici en runes i dos refugis antibombardeig. L'edifici s'aixeca sobre basament de pedres unides amb morter; de planta irregular, té dues portes d'accés i abundoses finestres grans, murs de maçoneria i totxos, sostre d'embigat de fusta i teulada a dues vessants, dels que resta sols un petit sector. No es conserven les parets de compartimentació interior. A l'exterior, l'emblema de l'exèrcit de l'aire republicà en els quatre angles principals. Al davant de l'edifici els dos refugis, de maçoneria i totxos. A nivell de terra en el mur de la porta s'enfonsen sota terra a mesura que s'avança cap a la part posterior, són estrets passadissos amb coberta interior de volta.
Com a recurs de camuflament, els murs de l'edifici estan pintats simulant oliveres i sectors de terra i cel.

## Història
El poble de la Sénia (Montsià) va ser triat pel Govern de la República per la seva posició estratègica –a mig camí entre Barcelona i València i a prop de les illes Balears– per instal·lar-hi un dels aeròdroms més importants de la nova xarxa de camps d'aviació que el Govern va projectar durant la Guerra Civil. Va ser construït entre 1936-37, amb maquinària soviètica. La construcció del camp de la Sénia, que havia de ser prou gran per acollir caces i bombarders que actuarien al front d'Aragó i farien la vigilància de la costa Mediterrània i les Balears, es va dur a terme l'any 1937. Quan l'abril de l'any següent les tropes franquistes van arribar a la Sénia, l'aeròdrom va ser ocupat per la Legió Còndor i va servir de base per atacar el front sud de València primer, per a la batalla de l'Ebre després i finalment per a l'ocupació de Catalunya. A més del que resta avui hi havia les pistes d'aterratge i altres refugis més senzills. El conjunt de les pistes formava una estrella de cinc pintes. En acabar la guerra fou abandonat i part dels elements constructius aprofitats per a altres edificacions. Avui resta l'edifici de l'habitatge dels militars i oficines, mig en runes.
La Sénia és un municipi situat a l'extrem sud de la comarca del Montsià, a l'extrem més meridional de Catalunya. Quasi la meitat del terme municipal es troba dins del Parc Natural dels Ports, un paratge immens, abrupte i frondós, que es caracteritza per la riquesa botànica i en què cal destacar la Reserva Natural de les Fagedes. Altres espais de memòria vinculats al camp d'aviació de la Sénia són els Espais de la Batalla de l'Ebre, ja que aquest aeròdrom va tenir una gran importància durant aquesta batalla. També es poden visitar altres camps d'aviació recuperats, com l'aeròdrom dels Monjos –on també es pot recórrer la ruta del Vesper de la Gloriosa–, el de Rosanes, el de l'Aranyó, el d'Alfés o el de Celrà.